# الیگارشی میجی

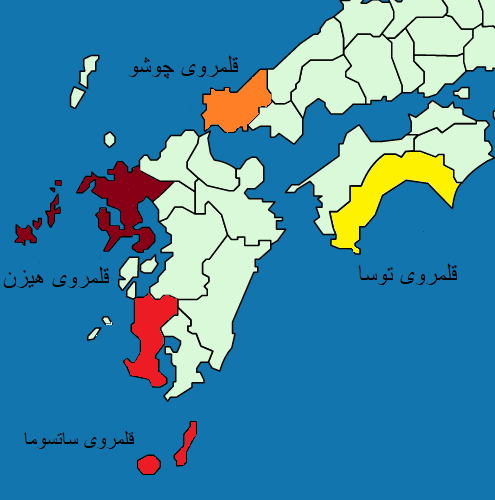
نقشه چهار هان در جنوب ژاپن عبارت از: قلمروی ساتسوما، قلمروی چوشو، قلمروی توسا و قلمروی هیزن که در اوایل دولت میجی این دولت را در انحصار خود گرفته بودند

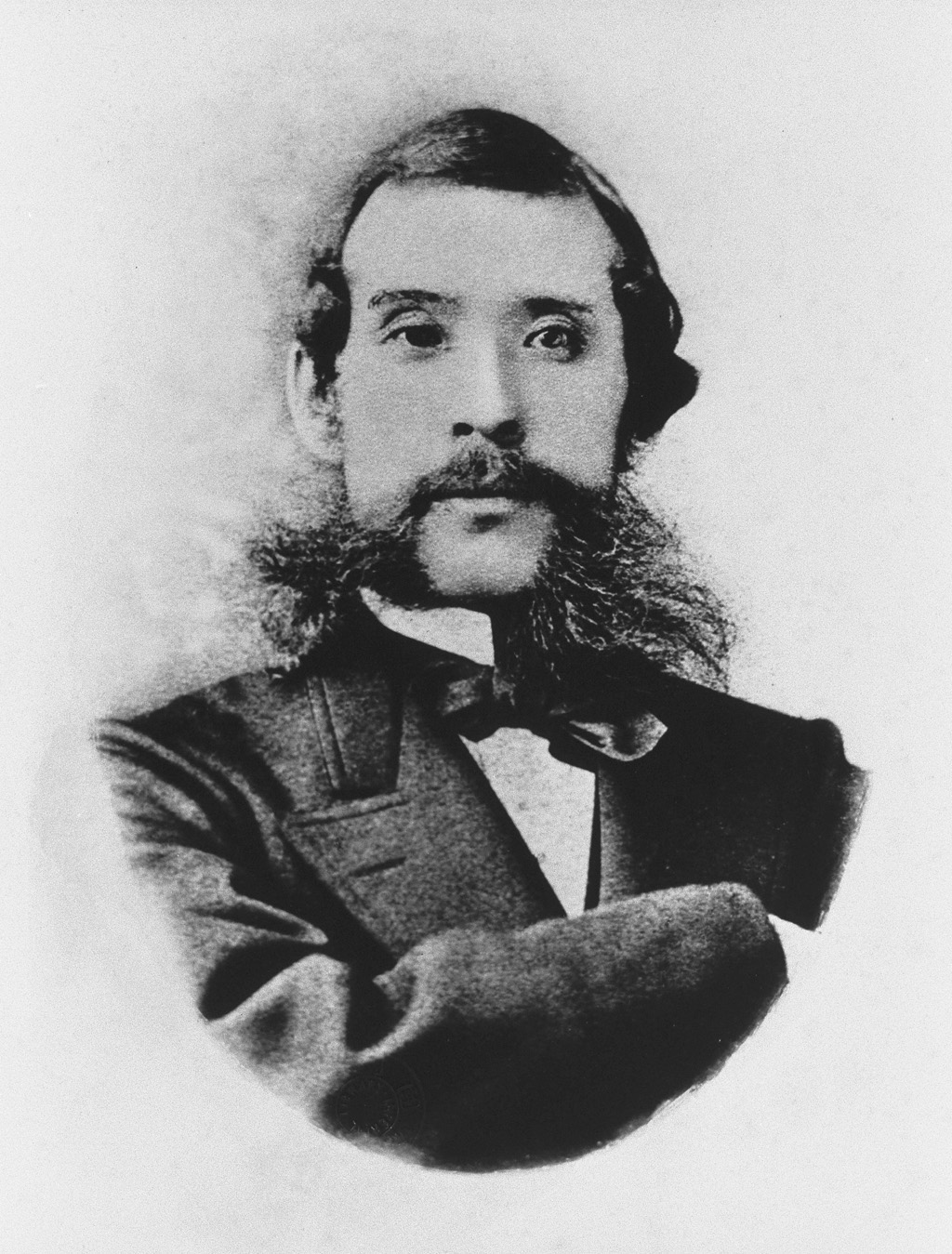
اوکوبو توشیمیچی از چهره‌های اصلی اصلاحات میجی

الیگارشی میجی، هان باتسو (به ژاپنی: 藩閥 hambatsu) طبقه جدید حاکم در آغاز دوره میجی بود. اعضای این طبقهٔ حاکم طرفداران کوکوگاکو بودند و اعتقاد داشتند که آن‌ها سازندگان یک نظام جدید هستند. هان باتسو تقریباً به‌طور کامل انحصاراً از شخصیت‌های چهار هان، قلمروی ساتسوما، قلمروی چوشو، قلمروی توسا و قلمروی هیزن تشکیل شده بود. این الیگارشی میجی پس از لغو سیستم هان در سال ۱۸۷۱ تشکیل شد. پس از خودکشی سایگو تاکاموری (۱۸۷۷–۱۸۲۷) و ترور اوکوبو توشیمیچی (۱۸۷۸–۱۸۳۲) رو به تضعیف گذاشت.
از چهره‌های اصلی این دولت اوکوبو توشیمیچی (۱۸۷۸–۱۸۳۲)، پسر یکی از ملازم قلمروی ساتسوما و سایگو تاکاموری (۱۸۷۷–۱۸۲۷) یک سامورایی از همان قلمرو بودند که با چندین شخصیت دیگر از قلمروی چوشو، ولایت توسا و ولایت هیزن به یکدیگر پیوسته بودند تا شوگون‌سالاری توکوگاوا را سرنگون کنند.
اوکوبو توشیمیچی تبدیل شد به وزیر دارایی (ژاپن) و سایگو تاکاموری به یک سپهبد؛ هر دوی آنان عضور شورای امپراتوری بودند. کیدو تاکایوشی (۱۸۳۳–۷۷)، یکی از اهالی قلمروی چوشو و شاگرد یوشیدا شواین، وزیر آموزش شد. همچنین ایواکورا تومومی (۱۸۲۵–۸۳)، یکی از اهالی کیوتو بود که با توکوگاوا مخالف بود و تبدیل به اولین سفیر در ایالات متحده آمریکا شد و اوکوما شیگه‌نوبو (۱۸۳۸- [۱۹۲۲)، از ولایت هیزن، دانش آموختهٔ رانگاکو، زبان چینی کلاسیک و زبان انگلیسی، که بعدها سرپرستی‌های مختلفی به عنوان یک وزیر را برعهده گرفت، و در نهایت در سال ۱۸۹۸ تبدیل به نخست‌وزیر ژاپن شد.
برای رسیدن به اهداف نظام جدید، الیگارشی میجی از طریق یک سری اصلاحات اقتصادی و اجتماعی تصمیم گرفت تا چهار طبقه اجتماعی را منسوخ کند. درآمد شوگون‌سالاری توکوگاوا به مالیات بر خاندان توکوگاوا و دیگر دایمیو‌های هان (ژاپن) (املاک فئودالی)، وام گرفتن از دهقانان ثروتمند و تجار شهری، درآمد گمرکی محدود و وام‌های خارجی بستگی داشت. برای تأمین درآمد و توسعه زیرساخت‌ها، دولت جدید شروع به اقداماتی نظیر توسعه بندرگاه‌ها، فانوس دریایی، واردات ماشین آلات، ساخت مدارس، تحصیلات خارج از کشور برای دانشجویان، حقوق معلمان و مشاوران خارجی، ارتقاء ارتش امپراتوری ژاپن و نیروی دریایی امپراتوری ژاپن، راه‌آهن و شبکه‌های تلگراف و مأموریت‌های دیپلماتیک خارجی مانند هیئت اعزامی ایواکورا کرد.
بحران‌های اقتصادی، که با افزایش حوادث آشوب‌های کشاورزان همراه بود، به اصلاحات اجتماعی منجر شد. علاوه بر اجاره، مالیات و نرخ‌های بهره قدیمی، شهروند معمولی با پرداخت نقدی برای مالیات‌های جدید، خدمت وظیفه عمومی و پرداخت هزینه تحصیل جهت تحصیلات اجباری که تازه مقرر شده بود، مواجه بودند. برای دستیابی به این اصلاحات، سیستم طبقه‌بندی اجتماعی قدیمی توکوگاوا و تقسیم مشاغل به سامورایی، کشاورز، صنعتگر و بازرگان تا سال ۱۸۷۱ لغو شد، اگرچه تعصبات هنوز ادامه داشت، اما از لحاظ نظری همه مردم در مقابل قانون برابر بودند. در حقیقت در جهت تداوم به تمایزات اجتماعی، دولت الفاظ اجتماعی جدیدی را بکار برد: دایمیو تبدیل به نجیب‌زاده شد، سامورایی با اصالت شناخته می‌شد و همه افراد دیگر عادی شدند. حقوق بازنشستگی دایمیو و سامورایی‌ها پرداخت می‌شد و پس از آن سامورایی‌ها بعضی از امتیازات انحصاری خود را در زمینه نظامی از دست دادند. سامورایی‌ها سابق، فعالیت‌های جدیدی را به عنوان کارمند، معلم، افسران ارتش، مقامات پلیس، روزنامه‌نگار، محقق، مهاجر به سرزمین‌های شمالی ژاپن، بانکدار و بازرگان یافتند. برخی از سامورایی‌ها به شدت از این مشاغل سود می‌بردند، اما بسیاری از آن‌ها در کار خود موفق نشدند و در سال‌های پس از آن مخالفت‌های مهمی را به وجود آوردند.
بحران کره (سیکانرون) در سال ۱۸۷۳ منجر به استعفای طرفداران سایگو تاکاموری و شورای امور خارجه اتو شیمپی (۱۸۳۴–۷۴) شد. اتو شیمپی، بنیان‌گذار سازمان‌های میهن‌پرستی مختلف، با دیگر عناصر ناراضی همراه شد و یک قیام مسلحانه بنام شورش ساگا را علیه نیروهای دولتی، در جنوب ژاپن (کیوشو) در سال ۱۸۷۴ آغاز کرد. اوکوبو توشیمیچی با سرکوب به این شورش سر و سامان داد و با سرعت اتو را شکست داد، در حالی که اتو از سایگو درخواست کمک کرده بود بدون اینکه در این کار موفق شود.
سه سال بعد، آخرین قیام مسلحانه بزرگ و جدی‌ترین چالش برای دولت میجی، جنگ سینان شکل گرفت، این بار سایگو تاکاموری بود که نقش مهمی در این شورش بازی می‌کرد. تا به حال ارتش به راحتی شورش ساگا و سایر قیام‌های کشاورزان و سامورایی‌ها را که در اعتراض به اصلاحات میجی شکل گرفتند، بودند را سرکوب کرده بود. با این حال، تعداد سامورایی‌های شورشی سابق قلمروی ساتسوما بسیار زیاد بود و ساکنان این قلمرو سنت طولانی ای برای مخالفت با مقامات مرکزی داشتند. سایگو با بی میلی و پس از وقوع نارضایتی‌های گسترده در مورد اصلاحات میجی، در سال ۱۸۷۷ شورش کرد. هر دو طرف به خوبی مبارزه کردند، اما سلاح‌های مدرن و تأمین مالی بهتر نیروهای دولتی، به شورش ساتسوما پایان داد. اگر چه سایگو تاکاموری شکست خورد و خودکشی کرد، اما سایگو در تاریخ ژاپن یک خائن نیست و شخصیت قهرمانانه ای دارد. سرکوب شورشیان ساتسوما، پایان دادن به تهدیدهای جدی برای رژیم میجی بود، اما برای الیگارشی مشکل بود. این مبارزه خزانه ملی را تخریب کرد، منجر به تورم شدید و بالا رفتن ارزش زمین شد و مالیات به شدت مورد نیاز قرار گرفت و مهمتر از همه، اصلاحات مجدد لازم شد.

## فهرست سیاستمداران برجسته دوره میجی
اسامی زیر چهره‌های برجسته در اصلاحات میجی، و در دولت میجی هستند:

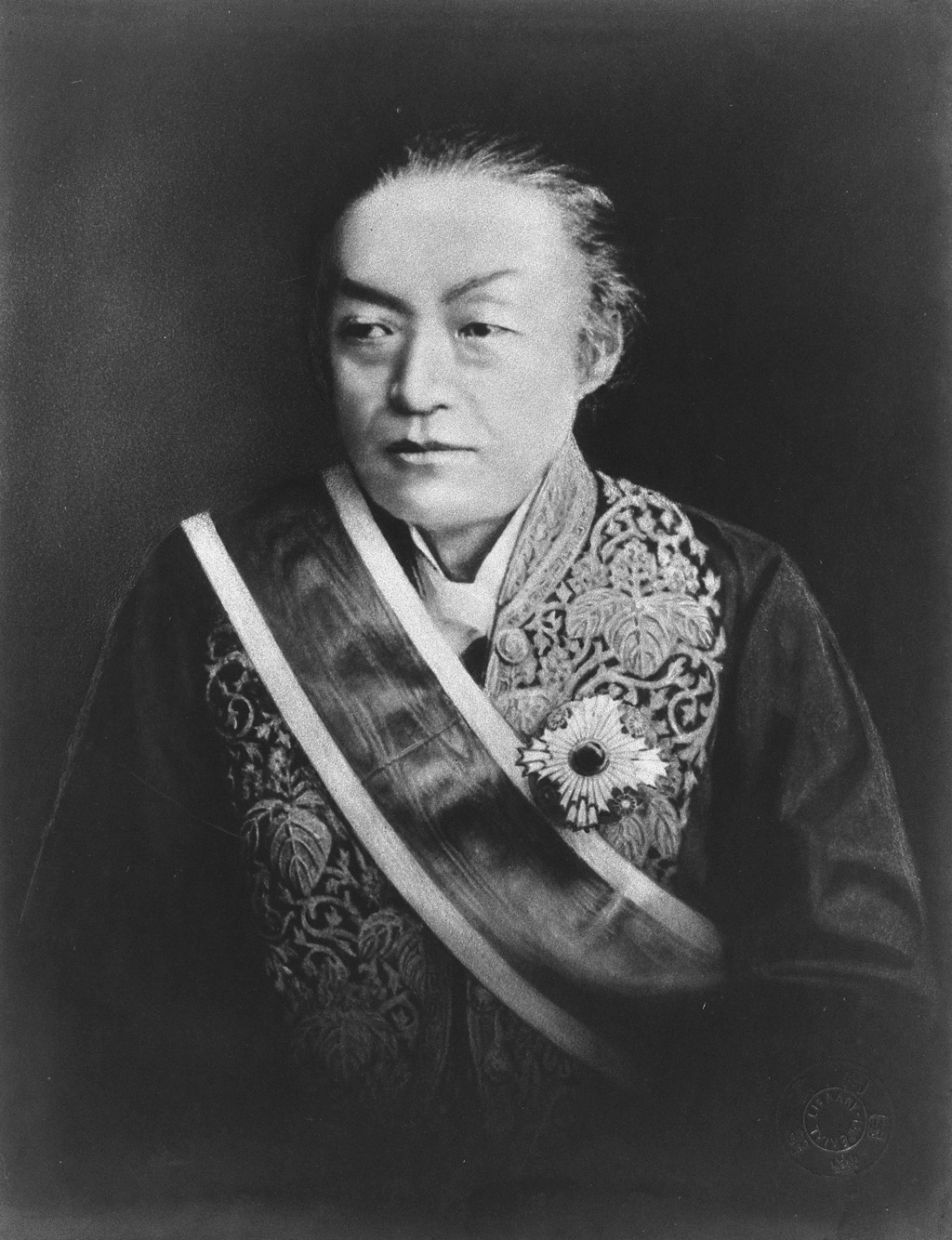
ایواکورا تومومی

از کوگه (درباریان):
- ایواکورا تومومی (۱۸۲۵–۱۸۸۳)
- سای‌اونجی کینموچی (۱۸۴۹–۱۹۴۰)
- سانجو سانه‌تومی (۱۸۳۷–۱۸۹۱)

از قلمروی ساتسوما:
- گودای توموآتسو (۱۸۳۶–۱۸۸۵)
- کورودا کیوتاکا (۱۸۴۰–۱۹۰۰)
- ماتسوکاتا ماسایوشی (۱۸۳۵–۱۹۲۴)
- موری آرینوری (۱۸۴۷–۱۸۸۹)
- اوکوبو توشیمیچی (۱۸۳۰–۱۸۷۸)
- اویاما ایوائو (۱۸۴۲–۱۹۱۶)
- سایگو تاکاموری (۱۸۲۷–۱۸۷۷)
- سایگو جودو (۱۸۴۳–۱۹۰۲)
- تراشیما مونه‌نوری (۱۸۳۶–۱۸۹۳)

از قلمروی چوشو:
- اینواوئه کائورو (۱۸۳۵–۱۹۱۵)
- ایتو هیروبومی (۱۸۴۱–۱۹۰۹)
- کیدو تاکایوشی (۱۸۳۳–۱۸۷۷)
- اومورا ماسوجیرو (۱۸۲۴–۱۸۶۹)
- تاکاسوگی شینساکو (۱۸۳۷–۱۸۶۷)
- یاماگاتا آریتومو (۱۸۳۸–۱۹۲۲)

از قلمروی توسا:
- گوتو شوجیرو (۱۸۳۸–۱۸۹۷)
- ایتاگاکی تایسوکه (۱۸۳۷–۱۹۱۹)
- ساکاموتو ریوما (۱۸۳۶–۱۸۶۷)

از قلمروی ساگا:
- اتو شیمپی (۱۸۳۴–۱۸۷۴)
- اوکی تاکاتو (۱۸۳۲–۱۸۹۹)
- اوکوما شیگه‌نوبو (۱۸۳۸–۱۹۲۲)
- سوئه‌جیما تانه‌اومی (۱۸۲۸–۱۹۰۵)

دیگران:
- هایاشی تاداسو (۱۸۵۰–۱۹۱۳)
- اینواوئه کوواشی ۱۸۴۴–۱۹۰۵)
- کاتسو کایشو (۱۸۲۳–۱۸۹۹)
- یوکوی شونان (۱۸۰۹–۱۸۶۹)
- یوری کیمیماسا (۱۸۲۹–۱۹۱۲)